# جی‌اس پیکچرز
جی‌اس پیکچرز (انگلیسی: JS Pictures; کره‌ای: 제이에스픽쳐스; لاتین‌نویسی اصلاح‌شده: Jeieseu Pikcheoseu) یک شرکت مدیریت بازیگر و تولید درام کره‌ای در کره جنوبی است که در سال ۱۹۹۹ توسط کارگردان و تهیه‌کننده لی جین سوک تأسیس شد شد. این شرکت اکنون به عنوان شرکت تابعهٔ سی‌جی ئی‌ان‌ام اداره می‌شود